# Chausson AN
Le Chausson AN est une gamme d'autocars de tourisme et de ligne construite par la Société des usines Chausson entre 1951 et 1959.

## Histoire

### L'ANH
La Société des usines Chausson présente au 38e Salon de l'automobile de Paris son nouvel autocar AP52 qui succède à l'AP48, elle y présente également un nouveau véhicule, l'ANH. Ce véhicule vient compléter la gamme AP qui bien que pouvant être utilisée comme autocar de tourisme reste un autocar de ligne, Chausson veut par ce nouveau véhicule offrir un produit plus adapté pour le segment des autocars de tourisme en offrant un véhicule plus luxueux et confortable.

### L'ANG et ANS
Après 182 ANH produits, Chausson lance en 1957 une nouvelle version du véhicule qu'elle va nommer ANG. Celui-ci va bénéficier de diverses améliorations sur l'esthétique l'ergonomie et une nouvelle motorisation à la fois plus puissante et moins bruyante. En 1959, une variante prévue comme autocar de ligne est lancée, nommée ANS, elle se distingue de l'ANG par des équipements passagers réduits.
Les modèles ANG et ANS sont produits à 290 exemplaires.

### Fusion avec Saviem

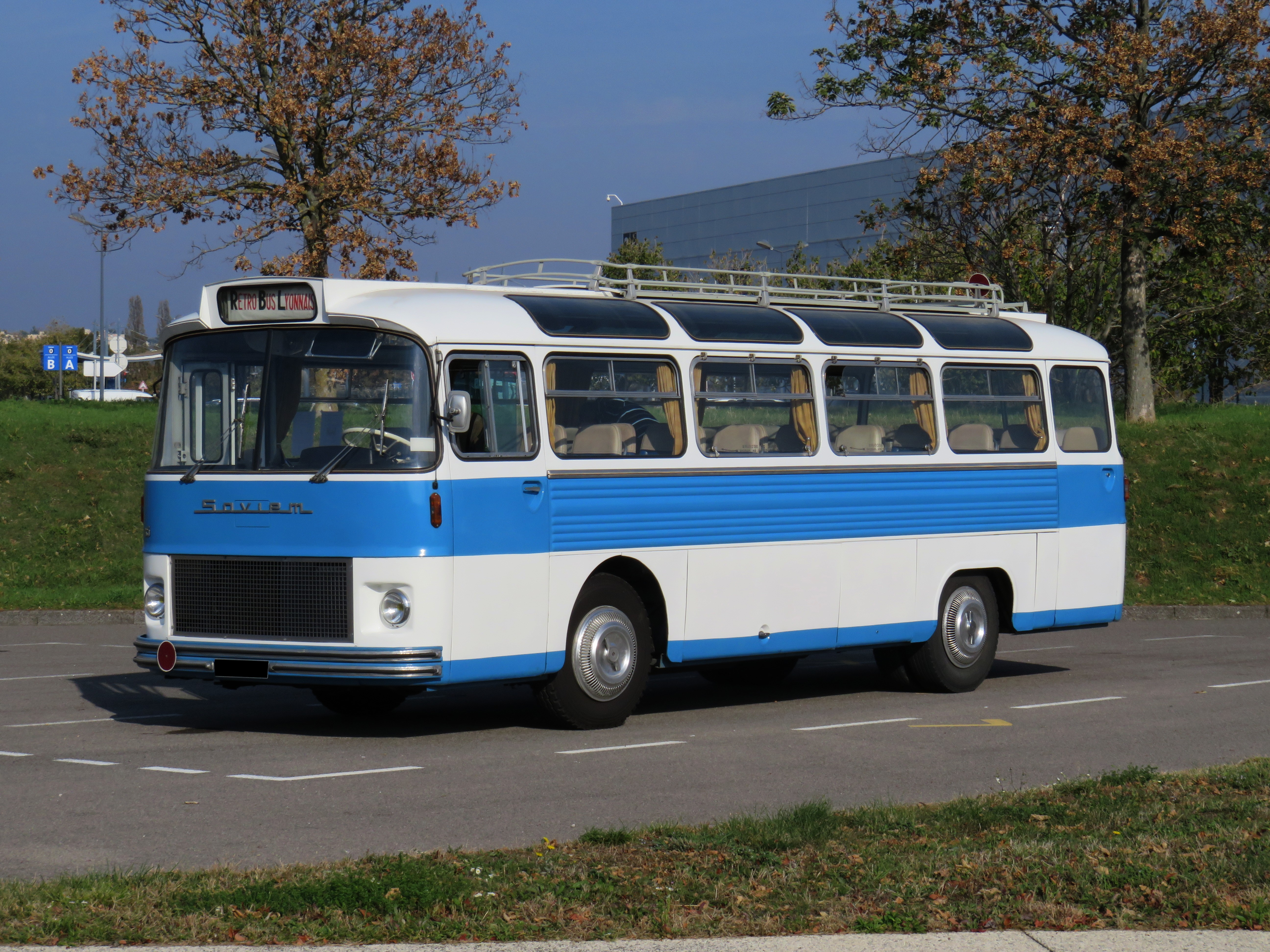
Autocar Saviem SC5

En 1959, Chausson et Saviem passent un accord pour harmoniser leurs productions respectives et leur diffusion commerciale, l'ANG et sa variante ANS constituent dès lors un doublon du Saviem ZR20 également présent sur le segment des autocars de ligne et de tourisme ce qui entraine l'arrêt de production des modèles ANG et ANS. Cependant des parties de leurs caractéristiques et moyens de production sont repris pour produire le nouveau Saviem SC5 conçu comme autocar de moyenne capacité complément du ZR20.

## Modèles
- ANH autocar de moyen et grand tourisme, production : 1951-1956;
- ANG autocar de moyen et grand tourisme remplaçant l'ANH, production : 1957-1959;
- ANS autocar de ligne dérivé de l'ANG; production : 1958-1959;

## Caractéristiques

### Motorisation thermique
| Véhicules    | ANH                                                   | ANH                                                   | ANS; ANG                                              |
| ------------ | ----------------------------------------------------- | ----------------------------------------------------- | ----------------------------------------------------- |
| Carburant    | Diesel                                                | Diesel                                                | Diesel                                                |
| Moteur       | Hispano-Suiza DWXLDF, produit sous licence Hercules   | Panhard                                               | Hispano-Suiza HS 102                                  |
| Construction |                                                       |                                                       |                                                       |
| Type         | 6 cylindres                                           | 4 cylindres                                           | 6 cylindres                                           |
| Disposition  | Horizontal, longitudinal à gauche dans l'empattement. | Horizontal, longitudinal à gauche dans l'empattement. | Horizontal, longitudinal à gauche dans l'empattement. |
| Cylindrée    |                                                       |                                                       |                                                       |
| Performance  | 101 kW (138 ch) à 2 600 tr/min                        | 74 kW (100 ch) à 2 000 tr/min                         | 110 kW (150 ch) à 2 600 tr/min                        |
| Couple       |                                                       |                                                       |                                                       |
| Remarques    |                                                       | Cette motorisation n'a jamais été utilisée.           |                                                       |

## Matériel préservé
| Illustration | Entité                              | Réseau d'origine   | Modèle et série | Numéro(s) (série) | Remarques                              |
| ------------ | ----------------------------------- | ------------------ | --------------- | ----------------- | -------------------------------------- |
|              | Collection Alain Gros               |                    | ANG             |                   |                                        |
|              | Standard 216 – Histo Bus Grenoblois | Autocars Huillier* | ANG             |                   | * Reconstitution sur modèle identique. |
|              | Transports Orain                    |                    | ANG             |                   |                                        |